# アポロ月着陸船
アポロ月着陸船（アポロつきちゃくりくせん、Apollo Lunar Module、以降LMと記述、Lunar Excursion Module“LEM”とも）は、アメリカ合衆国のアポロ計画において、二名の宇宙飛行士を月面に着陸させ、かつ帰還させるために開発された宇宙船である。グラマン社開発。下降段と上昇段によって構成され、着陸する際は下降段のロケット噴射をブレーキに用い月面に降り、帰還する際は下降段を発射台として、上昇段のロケットを噴射して軌道上の司令船とドッキングする。総重量は14,696kgで、そのうち下降段の重量は10,149kgを占める。開発が遅れたためにアポロ計画全体の進行にも支障を来したが、計画に影響を与えるような大きな故障を起こしたことは一度もない、信頼性の高い宇宙船であった。

## 背景
LMは、NASAが月面着陸の方法を直接降下方式や地球軌道ランデブー方式ではなく、月軌道ランデブー方式を採択したことによって開発が必要になった。直接降下方式では宇宙船のすべての部分が月面に着陸するが、ランデブー方式では着陸部分だけが月面に降りる。地球軌道ランデブー方式の場合、複数のロケットを打ち上げなければならず、コストが莫大になるという点では、直接降下方式と差して変りはない。しかし月軌道ランデブー方式の場合は先のふたつの方式よりも対コスト、効率性に優れていることから、この方式が採用された。
LM開発の契約は、グラマン社とその傘下にある多数の下請け会社が獲得した。グラマン社はかつて1950年代にランデブー方式の研究をしていたことがあり、1962年にも同じ研究をしていた。1962年7月に11の企業に対してLM開発についての打診があり、9月に9社が申し出た。最終的に、同じ月にグラマン社が契約を獲得した。開発費は3億5000万ドル以上になると予想された。
開発は困難を極めた。まず問題となったのは重量だった。当初ロケットの打ち上げ能力から要求された重量は9トン以内だったが、開発初期でさえ予定重量は10トンを超えていたため、徹底した軽量化が図られた。当初曲面形だった本体は平面構成となり、0.025ミリ厚のアルミ板のみで外の真空と隔てられている部分も存在した。脚も5本から4本に減らされ、一回きりの使用となる緩衝機構はアルミ製ハニカムが潰れる事で着陸時の衝撃を吸収する方式が採用された。こうした努力にもかかわらず最終的に重量は15トン近くに達し、見かねたフォン・ブラウンがサターンVの推力を増やすことでようやく解決を見た。次に問題となったのは着陸用エンジンで、従来のロケットエンジンに比べ繊細な出力制御が要求されたが、燃料と酸化剤の比を一定に保ちつつ流量制御する特殊な供給機構の開発により解決された。
地上での着陸訓練用に、月着陸研究機（後に月着陸練習機に変更される）も製作されたが極めて不安定な機体で、1968年5月6日にニール・アームストロングが訓練中に墜落事故を起こしている。
初飛行は1968年1月22日で、サターン1Bロケットによって打ち上げられ、無人でテスト飛行が行われた。2度目の飛行は1969年3月3日のアポロ9号で、サターンV 型ロケットによって打ち上げられた。マクディビット、スコット、スワイカートの3人の宇宙飛行士により、地球周回軌道上で飛行士の乗り移りやLMの分離・再ドッキングなど、様々なテストが行われた。司令船・機械船・月着陸船をフル装備してサターンVロケットが打ち上げられたのは、この飛行が初めてであった（この分離・再ドッキング試行はアポロ8号の飛行で行われる予定だったが、開発の遅れなどにより8号の飛行目的は月周回のみに変更された）。続く1969年5月18日のアポロ10号の飛行はいわば月面着陸の予行演習で、LMは月の表面10kmまで接近した。
1969年7月20日、ニール・アームストロング、バズ・オルドリン両飛行士の乗り込んだアポロ11号によって、人類は初めて月面に到達した。
1970年4月、LMに劇的な役割を果たす機会が訪れた。アポロ13号の機械船の酸素タンクが、月に向かう途中で爆発した。飛行士はLMをあたかも救命ボートとして用い、使用不能になった機械船のエンジンの代わりにLMの降下用エンジンを使って地球に帰還するための加速を行った。LMは、本来は2人の飛行士を45時間生存させるよう設計されていたが、あらゆる部分を切り詰めて使用した結果、3人の飛行士を90時間生存させることに成功した。
最後期のミッション（アポロ15号、アポロ16号、アポロ17号）では、下降用エンジンの直径を10インチ(254mm)拡大し、燃料タンクを増量するなど大幅な改造が行われ、月面に最大3日間滞在できるようになった。またこの3回のミッションでは月面車(Lunar rover)が使用され、飛行士はLMから最大で7.6km離れた地点まで行動できた。

## 仕様
搭載されたコンピュータについてはアポロ誘導コンピュータを参照。
上昇段
- 乗員：2名
- キャビン容積：6.65m3
- 最大高：3.76m
- 最大幅：4.2m
- 重量：4,670kg（燃料を含む）
- 船内雰囲気：100％純粋な酸素（3分の1気圧）
- 姿勢制御用ロケット：推力455N×16基（燃料N2O4/Aerozine50）
- 上昇用エンジン：推力15.6kN×1基（燃料N2O4/Aerozine50）
- エンジン推力対重量比：0.34（地球上）、2.06（月面上）

下降段
- 最大高：3.2m
- 最大幅：4.2m（着陸脚展開時9.4m）
- 重量：10,334kg（燃料を含む）
- 下降用エンジン：推力45.04kN×1基（燃料N2O4/Aerozine50）

## 月着陸船一覧

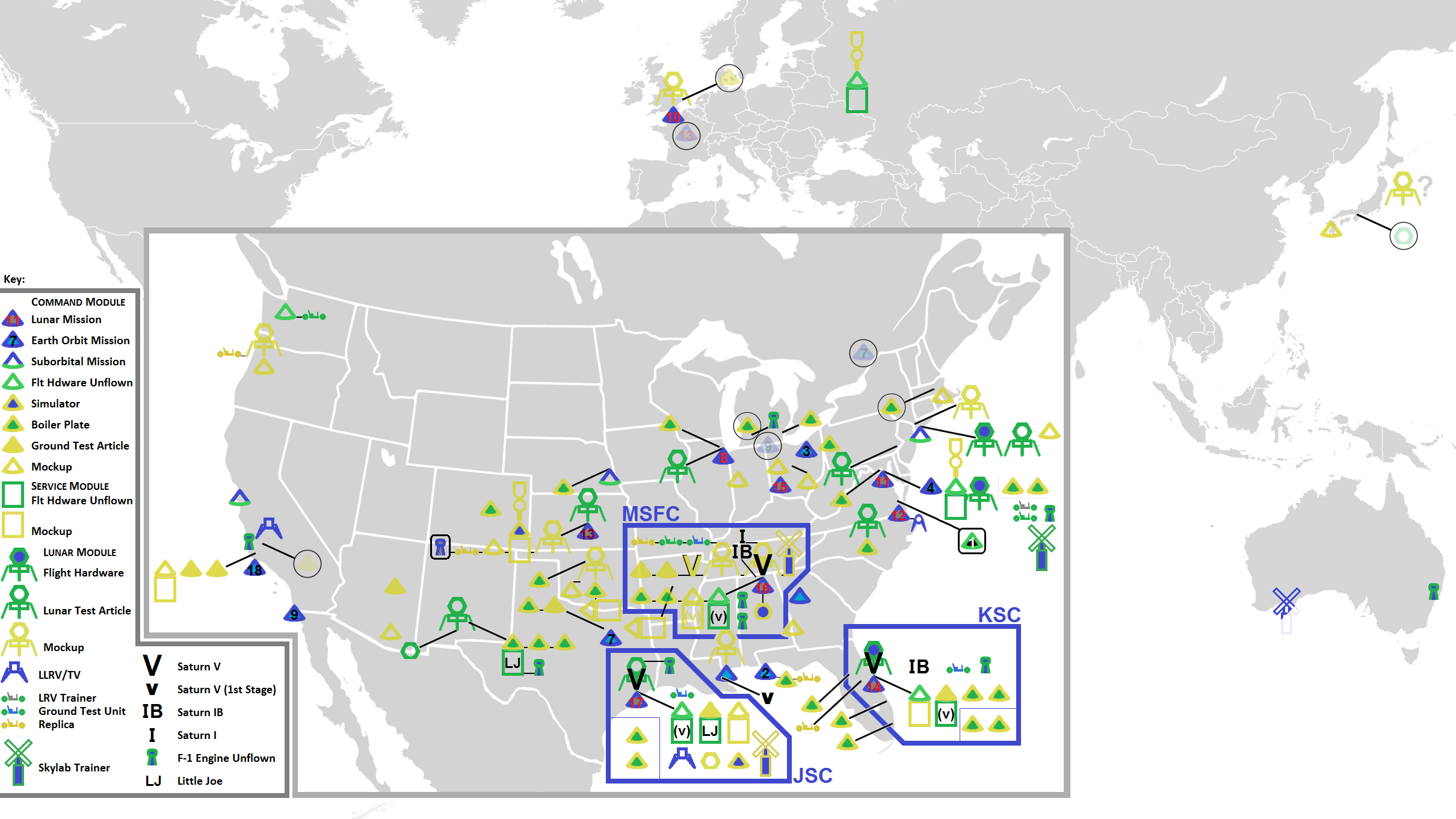
月着陸船の保管場所を示した世界地図

| シリアルナンバー                 | 名称                           | 使用目的 | 発射日 | 現在の状態 | 写真 |
| -------------------------------- | ------------------------------ | --- | --- | --- | ---- |
| LTA-1                            |                                | 飛行せず | | ニューヨーク州ロングアイランドのCradle of Aviation Museumに展示中 |      |
| LTA-2R                           |                                | アポロ6号 | 1968年4月4日 | 大気圏再突入で消失 |      |
| LTA-3A                           |                                | 飛行せず | | カンザス州ハッチンソンのKansas Cosmosphere and Space Centerに展示中 |      |
| LTA-3DR                          |                                | 飛行せず(下降段のみ) | | ペンシルベニア州フィラデルフィアのFranklin Instituteに展示中 |      |
| LTA-5D                           |                                | 飛行せず | | NASAホワイトサンズ・ミサイル実験場に保存 |      |
| LTA-8A                           | Lunar Module Test Article no.8 | 熱真空試験 | (1968年の地上テスト)で使用                                                                                                  | テキサス州ヒューストンのスペースセンター・ヒューストンに展示中 |      |
| LTA-10R                          |                                | アポロ4号 | 1967年11月9日 | 大気圏再突入で消失 |      |
| MSC-16                           |                                | 飛行せず(上昇段のみ) | | イリノイ州シカゴのシカゴ科学産業博物館に展示中 |      |
| TM-5                             |                                | 飛行せず | | ノースカロライナ州ダーラムのMuseum of Life and Scienceに展示中 |      |
| PA-1                             |                                | 飛行せず | | NASAホワイトサンズ・ミサイル実験場に保存 |      |
| LM-1                             |                                | アポロ5号 | 1968年1月22日 | 大気圏再突入で消失 |      |
| LM-2                             |                                | 2回目の無人飛行用であったが、地上テストで使用した。落下テスト用に着陸装置を取り付け、望遠鏡と誘導コンピュータを取り外した。 | 2回目の無人飛行用であったが、地上テストで使用した。落下テスト用に着陸装置を取り付け、望遠鏡と誘導コンピュータを取り外した。 | ワシントンD.C.のスミソニアン航空宇宙博物館に展示中 |      |
| LM-3                             | Spider                         | アポロ9号 | 1969年3月3日 | 下降段と上昇段は別々に大気圏に再突入し消失 |      |
| LM-4                             | Snoopy                         | アポロ10号 | 1969年5月18日 | 下降段は月表面に衝突と推定、上昇段は実際に飛行した機体の中で唯一現存する月着陸船として太陽周回軌道を現在も周回中 |      |
| LM-5                             | Eagle                          | アポロ11号 | 1969年7月16日 | 下降段は着陸地点の静かの海に残っており、上昇段は月周回軌道を周回していたが軌道減衰により月表面に衝突と推定 |      |
| LM-6                             | Intrepid                       | アポロ12号 | 1969年11月14日 | 下降段は着陸地点の嵐の海に残っており、上昇段は意図的に高度を落とされ、1969年11月20日に月面上南緯3度56分 西経21度12分 / 南緯3.94度 西経21.20度に衝突した |      |
| LM-7                             | Aquarius                       | アポロ13号 | 1970年4月11日 | 大気圏再突入で消失 |      |
| LM-8                             | Antares                        | アポロ14号 | 1971年1月31日 | 下降段と観測機器は着陸地点南緯3度39分 西経17度28分 / 南緯3.65度 西経17.47度のフラ・マウロに残っており、上昇段は意図的に高度を落とされ、1971年2月7日 00時45分25秒07 (米東部標準時19時45分) に、月面上南緯3度25分 西経19度40分 / 南緯3.42度 西経19.67度に衝突した |      |
| LM-9                             |                                | アポロ15号がH計画からJ計画に変更された為、飛行せず                                                                          | アポロ15号がH計画からJ計画に変更された為、飛行せず                                                                          | フロリダ州のケネディ宇宙センターに展示中 |      |
| LM-10                            | Falcon                         | アポロ15号, 初のJ計画向けELM仕様                                                                                            | 1971年7月26日 | 下降段と観測機器は着陸地点のハドレー谷に残っており、上昇段は意図的に高度を落とされ月面上に衝突した |      |
| LM-11                            | Orion                          | アポロ16号 | 1972年4月16日 | 下降段と観測機器は着陸地点のデカルト高地に残っており、上昇段は軌道変更に失敗した為月周回軌道を周回していたが、1973年に軌道減衰により月表面に衝突と推定 |      |
| LM-12                            | Challenger                     | アポロ17号 | 1972年12月7日 | 下降段と観測機器は着陸地点のタウルス・リットロウに残っており、上昇段は意図的に高度を落とされ月面上に衝突した |      |
| LM-13                            |                                | アポロ19号がキャンセルされた為、飛行せず                                                                                    | アポロ19号がキャンセルされた為、飛行せず                                                                                    | 途中まで建造され、修復後ニューヨーク州ロングアイランドの博物館(Cradle of Aviation Museum)に展示中。 1998年にはドラマフロム・ジ・アース/人類、月に立つの撮影に使用された                                                                                         |      |
| LM-14                            |                                | アポロ20号がキャンセルされた為、飛行せず                                                                                    | アポロ20号がキャンセルされた為、飛行せず                                                                                    | 完成せず廃棄。はしごの部分のみがペンシルベニア州フィラデルフィアのFranklin Instituteに展示中 |      |
| LM-15                            |                                | スカイラブ計画のApollo Telescope Mountに流用される予定であったが、飛行せず                                                  | スカイラブ計画のApollo Telescope Mountに流用される予定であったが、飛行せず                                                  | 完成せず、 廃棄 |      |
| * 月面上の人工物一覧(英語版)参照 |                                | | | |      |

## 映像記録
- 月面に着陸するアポロ15号の操縦席からの映像。 高度5000フィートから。
- 月面から離脱するアポロ15号LM
（遺棄したルナーローバーから無人遠隔撮影）
- 月面から離脱するアポロ15号LM内部からの映像
- 月面から離脱するアポロ17号LM
（遺棄したルナーローバーから無人遠隔撮影）